# Cercle de Sinner

## Définition
Le cercle de Sinner, aussi connu sous le nom de cercle de facteurs de Sinner, est un concept utilisé principalement dans le domaine du nettoyage et de la détergence. Il a été introduit par le chimiste allemand Herbert Sinner en 1959, travaillant à l'époque pour Henkel. Ce modèle explique les quatre facteurs principaux qui influencent l'efficacité du nettoyage. Les quatre éléments du cercle de Sinner sont :
1. Chimie : cela se réfère aux détergents utilisés pour le nettoyage. Les agents chimiques jouent un rôle crucial en aidant à dissoudre la saleté et à faciliter son enlèvement.
2. Température : la chaleur peut accélérer les réactions chimiques et aider à dissoudre les graisses et autres résidus plus efficacement.
3. Mécanique : cela implique l'agitation physique ou le frottement utilisé pour déloger la saleté.
4. Temps : la durée pendant laquelle les agents de nettoyage sont en contact avec la surface à nettoyer.

Selon le cercle de Sinner, l'efficacité du nettoyage peut être améliorée en optimisant ces quatre facteurs. Par exemple, si on ne peut pas utiliser un détergent très puissant pour des raisons de sécurité ou de coût, on peut compenser en augmentant la température, en prolongeant le temps de nettoyage, ou en utilisant plus d'agitation mécanique.
Ce modèle est particulièrement utile pour équilibrer ces variables afin de maximiser l'efficacité tout en minimisant les coûts et l'impact environnemental.

## Application pratique
Le cercle Théorique de Sinner propose une combinaison égale des quatre éléments que sont l'action mécanique, la chaleur, le temps et la chimie.
Si l'on applique cette théorique au lave-vaisselle et que l'on analyse son processus de nettoyage sous le prisme du cercle de Sinner, on considère seuls trois facteurs interviennent : le temps, qui est le facteur le plus important (les cycles de lave-vaisselle peuvent durer plusieurs heures pour une efficacité maximale), puis de la chaleur et de la chimie à parts égales.
On peut réfléchir de la même manière concernant le Karcher : cette fois-ci, seuls deux facteurs interviennent dans le processus de nettoyage : l'action mécanique, largement majoritaire puisque c'est la puissance de projection de l'eau qui va rendre le nettoyage par karcher très efficace, ainsi que le temps.

## Articles
- Potentiel hydrogène
- Propreté